# Barbūgeh
Barbūgeh är en ort i Iran.   Den ligger i provinsen Khuzestan, i den centrala delen av landet, 600 km söder om huvudstaden Teheran. Barbūgeh ligger 12 meter över havet och antalet invånare är 167.
Terrängen runt Barbūgeh är platt.Runt Barbūgeh är det ganska tätbefolkat, med 144 invånare per kvadratkilometer. Närmaste större samhälle är Malīget, 10,2 km öster om Barbūgeh. Trakten runt Barbūgeh är ofruktbar med lite eller ingen växtlighet.